# دان اوبراين
دان اوبراين (بالإنجليزية: Dan O'Brien) (و. 1966  م) هو combined track and field event athlete ‏، وعشاري (رياضي) أمريكي، ولد في بورتلاند، أوريغون، شارك في الألعاب الأولمبية الصيفية 1996.

## التعليم
تعلم في يونيفيرسيتي اوف ايداهو.

## روابط خارجية
- دان اوبراين على موقع الاتحاد الدولي لألعاب القوى (الإنجليزية)
- دان اوبراين على موقع الاتحاد الأمريكي لسباقات المضمار والميدان (الإنجليزية)
- دان اوبراين على موقع الاتحاد الأمريكي لسباقات المضمار والميدان، قاعة المشاهير (الإنجليزية)
- دان اوبراين على موقع اللجنة الأولمبية الدولية (الإنجليزية)
- دان اوبراين على موقع أوليمبيديا (الإنجليزية)